# 리치 코스터
리치 코스터(영어: Ritchie Coster, 1967년 7월 1일 ~ )는 잉글랜드의 배우이다.

## 참여 작품

### 영화
- 토마스 크라운 어페어 (1999년 영화)
- 15분
- 턱시도 (영화)
- 센티넬 (2006년 영화)
- 아메리칸 갱스터 (영화)
- 다크 나이트
- 바운티 헌터 (2010년 영화)
- 렛 미 인 (2010년 영화)
- 바이 더 건
- 블랙코드
- 크리드 (영화)
- 애프터 양

### 텔레비전
- 서드 워치
- 섹스 앤 더 시티
- 애즈 더 월드 턴즈
- HBO First Look
- 가이딩 라이트
- 키드냅 (드라마)
- CSI: 과학수사대
- 퍼슨 오브 인터레스트
- 블랙리스트 (드라마)
- HBO First Look: Blackhat
- 빌리언스
- 쉐이즈 오브 블루
- 워킹 데드 (드라마)

### 비디오 게임
- 바이오쇼크